# Sztuczne serce

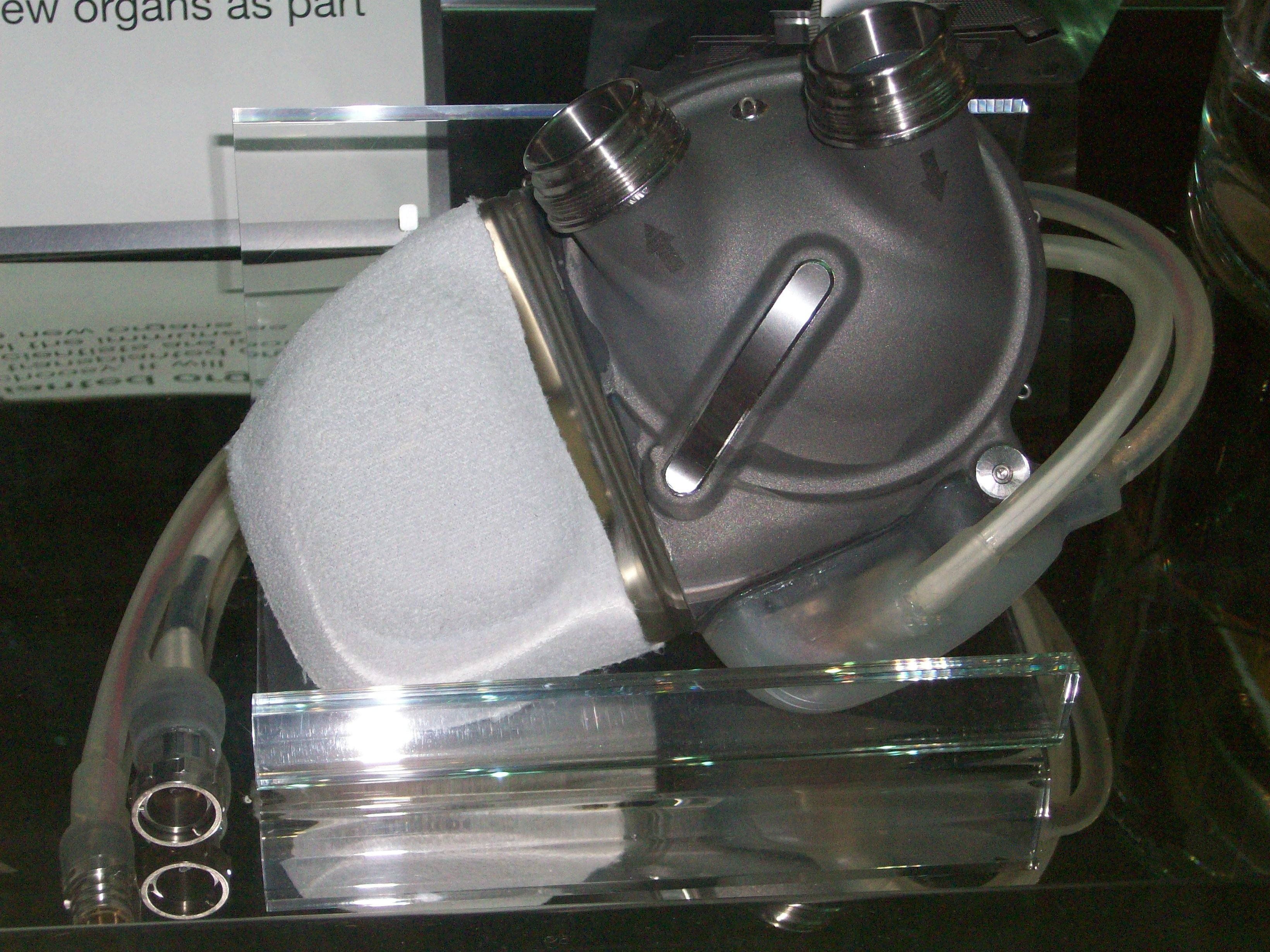
Sztuczne serce w Muzeum Nauki w Londynie

Sztuczne serce (ang. artificial heart) – urządzenie zastępujące serce. Sztuczne serca są zwykle używane do skrócenia czasu do przeszczepu serca lub do trwałej wymiany serca w przypadku, gdy przeszczep serca (od zmarłego człowieka lub, eksperymentalnie, od genetycznie zmodyfikowanej świni) jest niemożliwy. Pierwszym sztucznym sercem, które z powodzeniem wszczepiono człowiekowi, był Jarvik-7 w 1982, zaprojektowane przez zespół składający się z Willema Johana Kolffa, Williama DeVriesa i Roberta Jarvika, zbudowane z aluminium i poliuretanu.
Przed pierwszą transplantacją w 1982 Jarvik 7 został przetestowany w badaniach klinicznych. Barney Clark, pierwszy biorca Jarvik 7, żył 112 dni po przeszczepie. Drugi biorca żył przez 620 dni. Z trzech kolejnych biorców jeden zmarł z powodu utraty krwi, a pozostali dwaj przeżyli 10 i 14 miesięcy. Zasadniczo wszyscy pacjenci zmarli z powodu różnych powikłań, takich jak niewydolność wielonarządowa, udar i infekcja. Szóstym pacjentem był 25-letni Michael Drummond, u którego 9 dni po wszczepieniu sztucznego serca Jarvik-7 w dniu 29 sierpnia 1985 roku dokonano przeszczepu serca od dawcy. Był pierwszym chorym, któremu na czas oczekiwania na przeszczep serca, z którym żył cztery i pół roku, wszczepiono sztuczne serce. Główny problem związany z Jarvik 7 polegał na tym, że do jego pracy potrzebna była „duża konsola pneumatyczna” o wadze ok. 200 kg, w związku z czym pacjent nie mógł opuścić szpitala i samodzielnie się poruszać. To zastrzeżenie nie kwalifikowało na tamtym etapie Jarvika 7 do bycia stałym sztucznym implantem serca (Total Artificial Heart) (TAH).
Po modyfikacjach Jarvik 7 został w 1991 przemianowany na CardioWest Total Artificial Heart, które w 2004 uzyskało aprobatę FDA jako pomost do przeszczepu serca. W 2010 CardioWest TAH przemianowano na „tymczasowe TAH SynCardia.
Sztuczne serce różni się od urządzenia wspomagającego komorę (VAD; dla jednej lub obu komór serca), które może być również rozwiązaniem stałym, lub pompy balonowej wewnątrzaortalnej – oba urządzenia są przeznaczone do wspomagania pracy niewydolnego serca. Różni się również od płucoserca do pomostowania krążenia i płuc, które jest zewnętrznym urządzeniem służącym do zapewnienia funkcji zarówno serca, jak i płuc, używanym jednorazowo tylko przez kilka godzin, najczęściej podczas operacji kardiochirurgicznych. Różni się również od respiratora, używanego do wspomagania niewydolnych płuc lub pozaustrojowego natleniania błonowego (ECMO), które służy do wspomagania pacjentów z nieprawidłową czynnością serca i płuc przez okres dni lub tygodni.

## Życie ze sztucznym sercem
Wszczepienie sztucznego serca zwiększa wydolność pacjentów przez zwiększenie przepływu utlenowanej krwi przez narządy wewnętrzne. Oprócz poprawy jakości życia istnieją również wady tej terapii.
W zależności od systemu i producenta żywotność baterii systemu podtrzymującego pracę sztucznego serca wynosi około czterech do ośmiu godzin na baterię. Do urządzenia podłączone są przez cały czas dwie baterie. Po wyładowaniu się baterii należy je wymienić.
Ryzyko infekcji - bakterie mogą dostać się do organizmu przez kanał w powłokach brzusznych, przez który wyprowadzane są przewody do hydraulicznego lub pneumatycznego napędu oraz kable łączące sztuczne serce z bateriami. Może to prowadzić do infekcji. W celu zmniejszenia ryzyka infekcji pokrywa się część przewodu będącą w kanale powłok brzusznych syntetycznym welurem. Szybkie wrastanie okolicznej tkanki w welur zwiększa szczelność między przewodem a krawędziami otworu. Aby wyeliminować to niebezpieczeństwo opracowano metody bezprzewodowego przesyłania energii i sygnałów kontrolnych przez skórę za pomocą indukcji elektromagnetycznej. W wielu ośrodkach pracuje się nad napędem jądrowym w celu imlantowania źródła zasilania razem ze sztucznym sercem do klatki piersiowej i wyeliminowania kabli wyprowadzanych na zewnątrz.
Potrzeba antykoagulacji - w sztucznym sercu istnieje niebezpieczeństwo powstawania skrzeplin we krwi. W celu zmniejszenia ryzyka udaru mózgu i zatorowości w okresie pracy sztucznego serca konieczne jest stosowanie antykoagulacji. Leczeniem z wyboru są antagoniści witaminy K. Ponadto wiele sztucznych serc wymaga podwójnej antykoagulacji z dodatkowym inhibitorem agregacji płytek, np. kwas acetylosalicylowy.

## Sztuczne serca

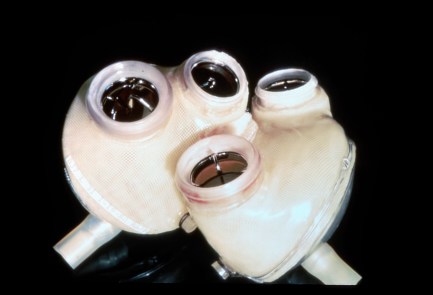
Jarvik 7 – sztuczne serce

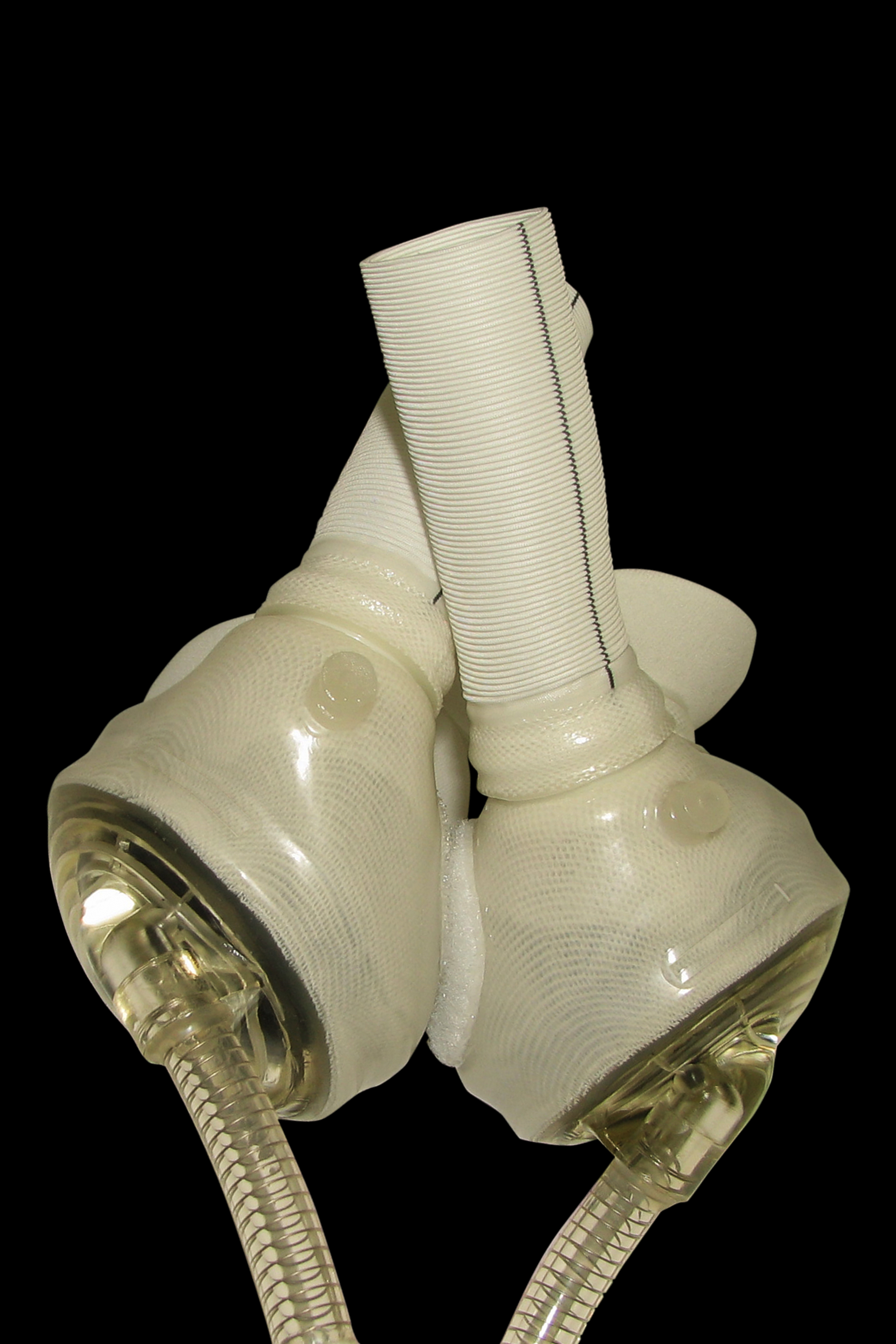
CardioWest – sztuczne serce

SynCardia - Total Artificial Heart (TAH)
– SynCardia to firma z siedzibą w Tucson w Arizonie, która obecnie oferuje dwa oddzielne modele. Jest dostępny w rozmiarach 70 cm³ (dorosłych mężczyzn) i 50 cm³ (dla dzieci i kobiet)[24] Ponieważ uzyskano dobre wyniki z TAH jako pomostu do przeszczepu serca, doświadczenia z CardioWest TAH (opracowane z Jarvik 7 i obecnie sprzedawane jako Syncardia TAH) zostały rozpoczęte w 1993 i zakończona w 2002.
SynCardia-TAH składa się z dwóch w pełni wszczepialnych komór serca, z których każda ma dwie mechaniczne zastawki serca. Jest on połączony z przedsionkami serca pacjenta i przez protezy naczyniowe z aortą i tętnicą płucną. Każda z dwóch komór serca TAH jest przedzielona membraną, która oddziela część komory z krwią od wypełnionego powietrzem układu pneumatycznego. Pompa działa, wpuszczając powietrze, zwiększając ciśnienie, a to ciśnienie wypycha krew z komory. W kolejnej fazie napełniania krew ponownie biernie wpływa do komór. Do generowania ciśnienia powietrza i kontrolowania sztucznego serca potrzebna jest konsola zewnętrzna. System węży wypełnionych powietrzem, tak zwany układ napędowy, łączy każdą z dwóch komór serca z zewnętrzną konsolą. Dwie linie napędowe są wyprowadzane po wszczepieniu TAH w okolicy nadbrzusza. Jednostka sterująca umożliwia wpływanie na funkcję TAH, na przykład określanie częstości akcji serca. W sytuacji awaryjnej, jeśli jednostka napędowa ulegnie awarii, system może być tymczasowo obsługiwany za pomocą pompy ręcznej do czasu wymiany.
SynCardia została po raz pierwszy dopuszczona do użytku w 2004 przez amerykańską Agencję ds. Żywności i Leków (FDA) a europejski znak CE w 2005.
Od 2014 do 2018 ponad 1700 pacjentów otrzymało sztuczne serca SynCardia. Urządzenie wymaga użycia sterownika szpitalnego Companion 2, zatwierdzonego przez FDA w 2012, lub Freedom Driver System, zatwierdzonego w 2014, który umożliwia niektórym pacjentom powrót do domu.
W 2016 Syncardia złożyła wniosek o ochronę przed upadłością, a następnie została przejęta przez firmę Versa Capital Management.

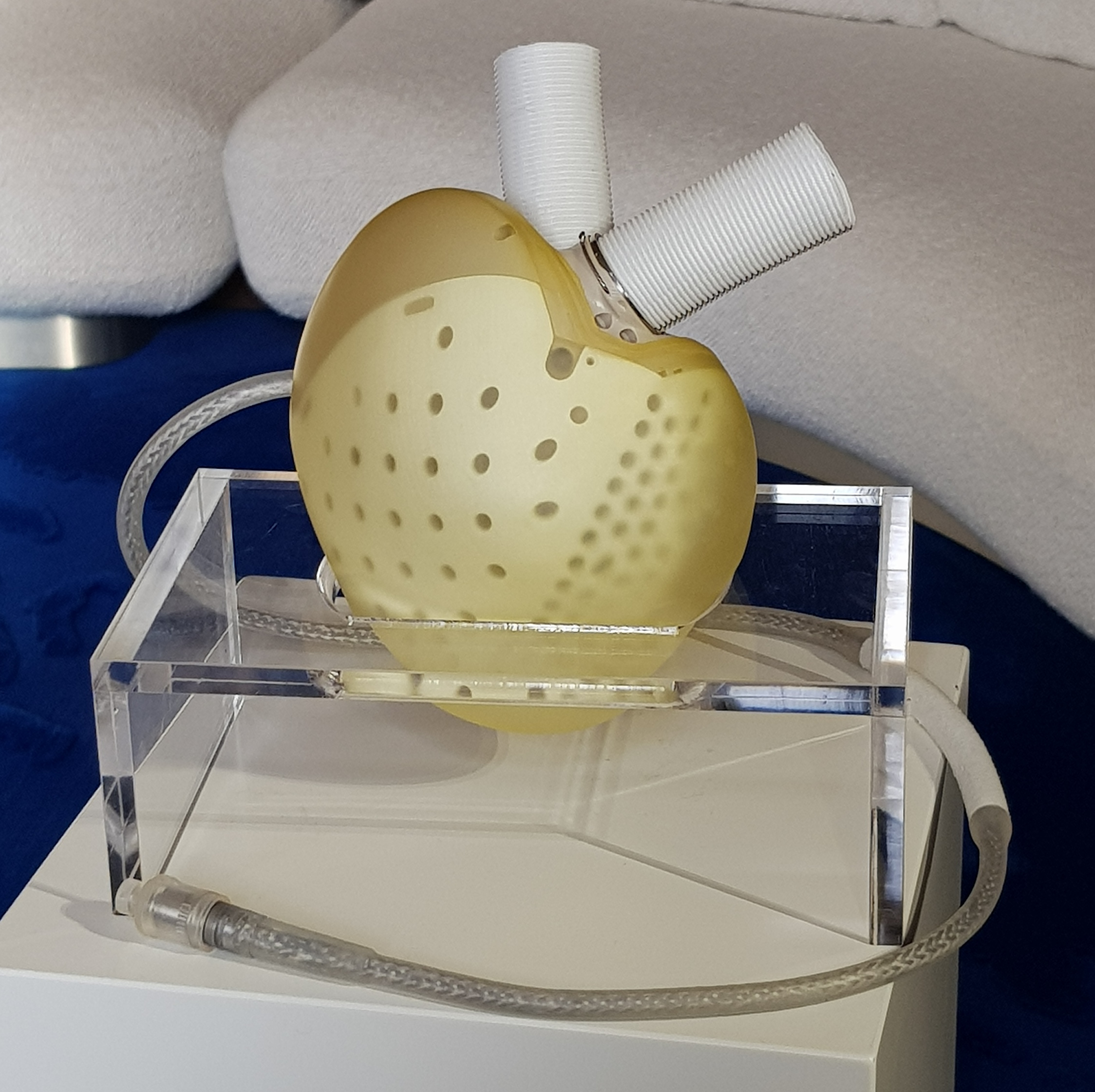
Carmat – sztuczne serce

Carmat - Total Artificial Heart (TAH) – francuskie sztuczne serce w pełni wszczepialne wg oświadczenia z 2008 światowej sławy kardiochirurga profesora Alaina F. Carpentiera będzie gotowe do badań klinicznych w 2011 i do alternatywnego przeszczepu w 2013. Zostało opracowane przy współudziale grupy inżynierów z firmy Airbus i będzie produkowane przez niego, firmę biomedyczną CARMAT SA, oraz przedsiębiorstwo Truffle Capital. Prototyp wykorzystywał wbudowane czujniki elektroniczne i został wykonany z poddanych obróbce chemicznej tkanek zwierzęcych, zwanych „biomateriałami” lub „pseudoskórą” z biosyntetycznych, mikroporowatych materiałów.
Pierwsza implantacja sztucznego serca Carmat została wykonana 18 grudnia 2013 przez zespół Szpitala Europejskiego Georges’a Pompidou w Paryżu (Francja). Pacjent zmarł 75 dni po operacji.
W projekcie Carmat dwie komory są podzielone ruchomą membraną, która z jednej strony utrzymuje kontakt z płynem hydraulicznym, a z drugiej z krwią pacjenta. Pompa przenosi płyn hydrauliczny do i z komór, a płyn ten powoduje ruch membrany; krew przepływa po drugiej stronie każdej błony. Strona membrany skierowana w stronę krwi jest wykonana z tkanki uzyskanej z worka osierdziowego otaczającego serce krowy, aby urządzenie było bardziej biokompatybilne. Urządzenie Carmat wykorzystuje również zastawki wykonane z krowiej tkanki serca i ma czujniki do wykrywania zwiększonego ciśnienia w urządzeniu. Informacje te są przesyłane do wewnętrznego systemu kontroli, który może regulować szybkość przepływu w odpowiedzi na zwiększone zapotrzebowanie, na przykład podczas ćwiczeń pacjenta. Serce wymaga zasilania z zewnątrz, co zwiększa ryzyko infekcji. Pacjent będzie zmuszony nosić ze sobą akumulator litowo-jonowy. Sam czas pracy serca obliczony jest na 5 lat użytkowania (230 milionów uderzeń). Niekorzystną jego cechą są jego rozmiary i waga (800 g), z których to powodów jest wskazany dla mężczyzn z dużą klatką piersiową.
Sztuczne serce Carmat zostało dopuszczone do sprzedaży w Unii Europejskiej, otrzymując oznaczenie CE 22 grudnia 2020.
AbioCor - Total Artificial Heart (TAH) - następny system dopuszczony do stosowania w jako TAH, który był dostępny w latach 2001 - 2009. Było to w pełni wszczepialne sztuczne serce, które nie wymagało podłączenia kabla lub węża do pokonania bariery skórnej.
Ze względu na zbyt dużą częstość występowania powikłań zakrzepowo-zatorowych system nie jest aktualnie produkowany. Firma Abiomed opracowuje obecnie model następcy, który oprócz dobrze znanych zalet ma mieć bardziej kompaktowy rozmiar i niższy wskaźnik komplikacji.

## Dalsze prace nad nowymi systemami TAH
Jednym z głównych celów w pracach nad nowymi systemami i ulepszeniem aktualnie stosowanych jest wytworzenie powierzchni, która w zetknięciu z krwią w niewielkim stopniu będzie aktywować czynniki krzepnięcia. Pozytywne wyniki zastosowania tkanki zwierzęcej na powierzchniach stykających się z krwią obserwuje się w Carmat-TAH. Następnym zagadnieniem, które wymaga opracowania jest wyeliminowanie kabli-przewodów przeskórnych doprowadzających napęd sztucznego serca. Warunki te spełniało AbioCor. Aktualnie opracowywany jest przez ReinHeart TAH GmbH w ścisłej współpracy z Politechniką w Akwizgranie model ReinHeart-TAH, który także nie będzie wymagał przezskórnego okablowania. Następnie będzie dążyć się do zmniejszania wszczepialnych systemów.

## Implantacja sztucznego serca w Polsce
Po raz pierwszy w Polsce operację wszczepienia całkowicie sztucznego serca (ang. Total Artificial Heart, TAH) dokonali 4 lipca 2018 kardiochirurdzy ze Śląskiego Centrum Chorób Serca.